# Хоффмайстер, Эдуард фон
Эдуард фон Хоффмайстер (нем. Eduard von Hoffmeister; 7 июля 1852, Карлсруэ — 20 мая 1920, Гейдельберг) — прусский путешественник и генерал. Э. фон Хоффмайстер получил известность главным образом благодаря ряду красочных травелогов, созданных им в первую декаду XX в..  Свои преимущественно литературные описания он сопровождал некоторыми историко-военными исследованиями, как это имело место в его, вероятно, последней, книге «Через Армению. Поход Ксенофона (…)», где Хоффмайстер попытался реконструировать путь древнего полководца. Главными целями своих произведений стояли две: первая выражала его досуговые пристрастия к путешествиям и любознательность в отношении Ближнего и Среднего Востока — отсюда поставленная задача исследовать «его природу и народный дух в свете прошлого и настоящего», а также «сформировать верное понимание философии путешествия (Reisephilosophie)». Несмотря на критику в адрес его трудов (попрекание их научной «несерьёзности» и излишней увлечённости автора процессом описания увиденного), последние находят применение среди многих исследователей, из-за обилия содержащихся в них ценных географических данных — особенно там, где генерал проводит ретроспективное сравнение с природой тех же мест, но времён древности.

## Молодость, начало военной карьеры и первое путешествие в Российскую Империю
Родители Эдуарда (придворный гравёр Людвига II Баденского Людвиг Хоффмайстер и Каролина Майерхубер) скончались рано, ещё в детстве мальчика: в июле 1869 и в ноябре 1859 года соответственно.
В юном возрасте начал военную карьеру. В августе 1869  принял военную присягу и был зачислен в  третий Баденский пехотный полк. В 1870 году получил звание секонд-лейтенанта. Принимал участие во Франко-Прусской войне 1870-1871 годов в сражениях при Даи и Таланте, где был тяжело ранен шрапнелью в бедро в 26 ноября 1870.
После объединения Германии, между 1873 и 1876 годами был направлен на учёбу в прусскую военную академию в Берлине. Будучи молодым лейтенантом совершил свои первые поездки в Российскую Империю. Свои впечатления от этих поездок опубликовал в книге «Европейская Россия: военное исследование страны и народа», которая была издана в Берлине в 1876 году. В этой книге он описал Россию, её жителей и политическое устройство, а также возможности России с военной точки зрения (ресурсы, тактика обороны, мобилизационные, экономические ресурсы и т.д.).
В 1878 году был прикомандирован к Верховному генеральному штабу Пруссии. C 1878 года — старший лейтенант.
Несколько позже был повышен до гауптмана. По повелению Кайзера Вильгельма I назначен ординарцем Фридриха I, великого герцога Баденского. В этой должности пребывал с 1882 до 1885 года.
В мае 1885 года, по благословению Фридриха I Баденского, взял в жёны Йоханну Хоффмайстер (в дев. Кинле). Вскоре после этого повышен до майора и вновь прикомандирован к Верховному генеральному штабу Пруссии.

## Участие в подавлении Ихэтуаньского восстания, приобретение статуса потомственной аристократии
В 1899 году – полковник, командующий полком маркграфа Карла в Вайсенбурге, Эльзас.  Оттуда он был направлен в Китай в качестве командующего четвёртым восточно-европейским полком, чтобы принять участие в подавлении Ихэтуаньского восстания.  В феврале 1901 года экспедиционные подразделения Германии под его командованием одержали победу в сражении при Куанчанге. За эти военные заслуги, великим герцогом Баденским Фридрихом I он был награждён титулом наследственной аристократии и приобрёл приставку von к фамилии.

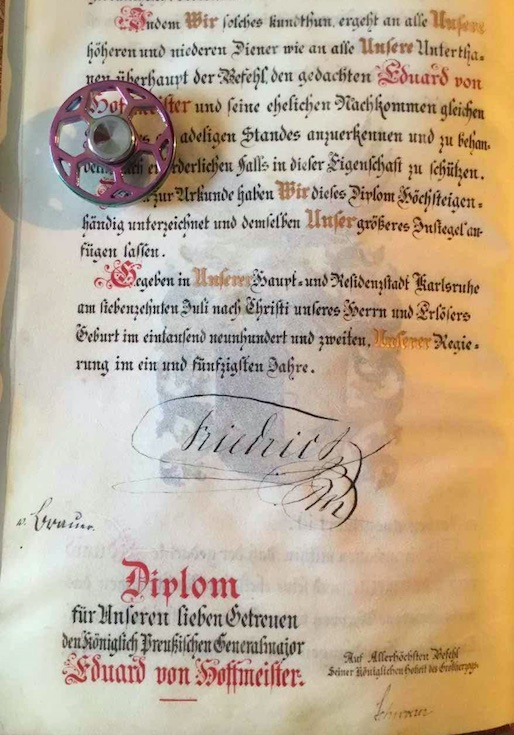
Диплом о награждении Эдуарда Хоффмайстера титулом потомственной аристократии. Из семейного архива Александра фон Хоффмайстера

## Путешествия 1904 - 1911 годов
С 1902 по 1906 годы командовал 55 пехотной бригадой в Карлсруэ, Баден.
Во время отпусков в 1904 посетил Кавказ, был в Армении, в 1905 году в Персии и Центральной азии. Стал первым немецким генералом, удостоенным аудиенции с шахом Ирана (в тот момент Мозафереддином-шах Каджар).
Был произведён в генерал-лейтенанты в 1906 году. В том же году вышел в запас, после чего продолжил путешествия.
В 1906 году побывал в Египте, Судане и Палестине. В Армении отметил нарастающие настроения местного населения, направленные против царского режима Российской Империи.
Свои путешествия 1904 - 1906 годов описал в книге «С востока и Юга. Прогулки и настроения» опубликована в 1907, благодаря чему приобрёл известность.
В 1908 году совершил путешествие из египетского оазиса Фаюм в Каир и Дамаск, далее из Средней Азии в Багдад, вокруг Аравии и через Месопотамию. Воспоминания об этом путешествии отразил в книге «Каир-Багдад-Константинополь. Прогулки и настроения», которая была издана в 1910 году.
В этой книге, помимо прочего, содержатся статьи о ходе строительства Багдадской железной дороги. Эти статьи имели политический подтекст, поскольку освещали влияние данного строительства на баланс сил Германской и Британской империй в данном регионе. Багдадская железная дорога финансировалась в основном Германской империей. Причиной тому была попытка создания противовеса влиянию Британии, которая обладала контролем над Суэцким каналом и как следствие, влияла на торговлю, проходившую на среднем и дальнем Востоке.
В 1911 году Эдуард фон Х. издаёт книгу «Через Армению. Путь Ксенофонта к Чёрному морю». Данная работа явилась, для своего времени, наиболее полным и развёрнутым описанием похода Ксенофонта благодаря тому, что Эдуард фон Х. являлся не только исследователем, но так же и военным.

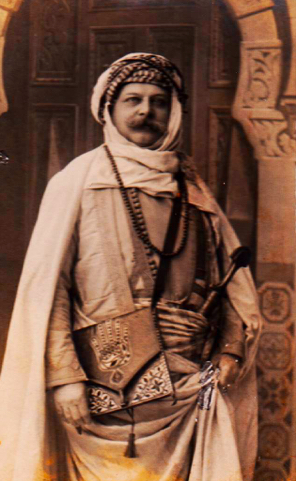
Эдуард фон Хоффмайстер. В бедуинском костюме во время путешествия из Каира в Багдад. 1908 год. Из семейного архива Александра фон Хоффмайстера

Помимо прочего, в этой книге он отметил усиление в царской России полицейского произвола и репрессий против местного населения - предвестников приближающейся революции.
Обе эти книги -  «С Востока и Юга» и «Через Армению. Путь Ксенофонта к Чёрному морю», освещали историю Армении и армян, поэтому после их публикации на немецком языке они были переведены на армянский язык, поскольку имели большое значение в исследовании истории этой страны.

## Участие в Первой мировой войне. Смерть
С началом Первой мировой войны был призван из запаса и назначен командиром 31й пехотной бригады ландвера. Бригада была расквартирована в Меце и принимала активное участие в боях в Лотарингии.
В мае 1917 года принял командование 23 дивизией ландвера на северной части восточного фронта. Эта дивизия оставалась там до конца войны и была возвращена в Германию только к февралю 1919 года.
Начиная в ноябре 1917 года вёл переговоры о прекращении огня с Николаем Васильевичем Крыленко, народным комиссаром по делам военным и морским.  В марте 1918 года 23 дивизией ландвера под командованием Э. фон Хоффмайстера были оккупированы территории верхней Двины и Псковского озера. В сентябре – ноябре 1918 года под его командованием была оккупирована Эстляндская и Лифляндская губернии Российской Империи, где была установлена немецкая администрация. С 19 ноября 1918 по 11 февраля 1919 года его дивизия была полностью выведена с оккупированных территорий и передислоцирована в Германию.
Эдуард фон Хоффмайстер вернулся в Германию заслуженным военным, имел военные награды. Умер 19.05.1920 года в Гейдельберге от инфекции, возможно полученной на Восточном фронте.

## Дети
Фридрих фон Хоффмайстер, род. в 1886г. Участник Первой мировой войны.
Ганс фон Хоффмайстер, 1890 - 1916. Участник Первой мировой войны.  Находясь в звании лейтенанта 28-го баденского драгунского полка попал в русский плен, был направлен в один из лагерей для военнопленных в Сибири. Совместно с тремя другими немецкими офицерами предпринял попытку к бегству в декабре 1916 года, однако был настигнут и убит русскими солдатами в Монголии, которая на тот момент являлась автономией в составе Китайской республики. Поскольку Китай сохранял нейтралитет в Первой мировой войне, данное происшествие получило широкое освещение в газетах.

## Опубликованные произведения
Небольшие путевые записки публиковались в берлинской газете «Немецкий обозреватель». Составленные из них книги выходили при одном из гейдельбергских университетов. Часть книг напечатана издательством «Teubner Leipzig und Berlin». На данный момент издание приостановлено, а сохранившиеся экземпляры книг стали раритетными.

##### Наиболее известные работы
- "Das europäische Russland : militairische Landes - und Volks-Studie"; Berlin 1876
- "Aus Ost und Sued. Wanderungen und Stimmungen"; Heidelberg, 1907.
- "Kairo — Bagdad — Konstantinopel. Wanderungen und Stimmungen"; Leipzig und Berlin, 1910
- "Durch Armenien. Zug Xenophons bis zum schwarzen Meere. Eine militaer-geographische Studie"; Leipzig und Berlin, 1911.